# الموناليزا والنسخ المطابقة والمعاد تأويلها

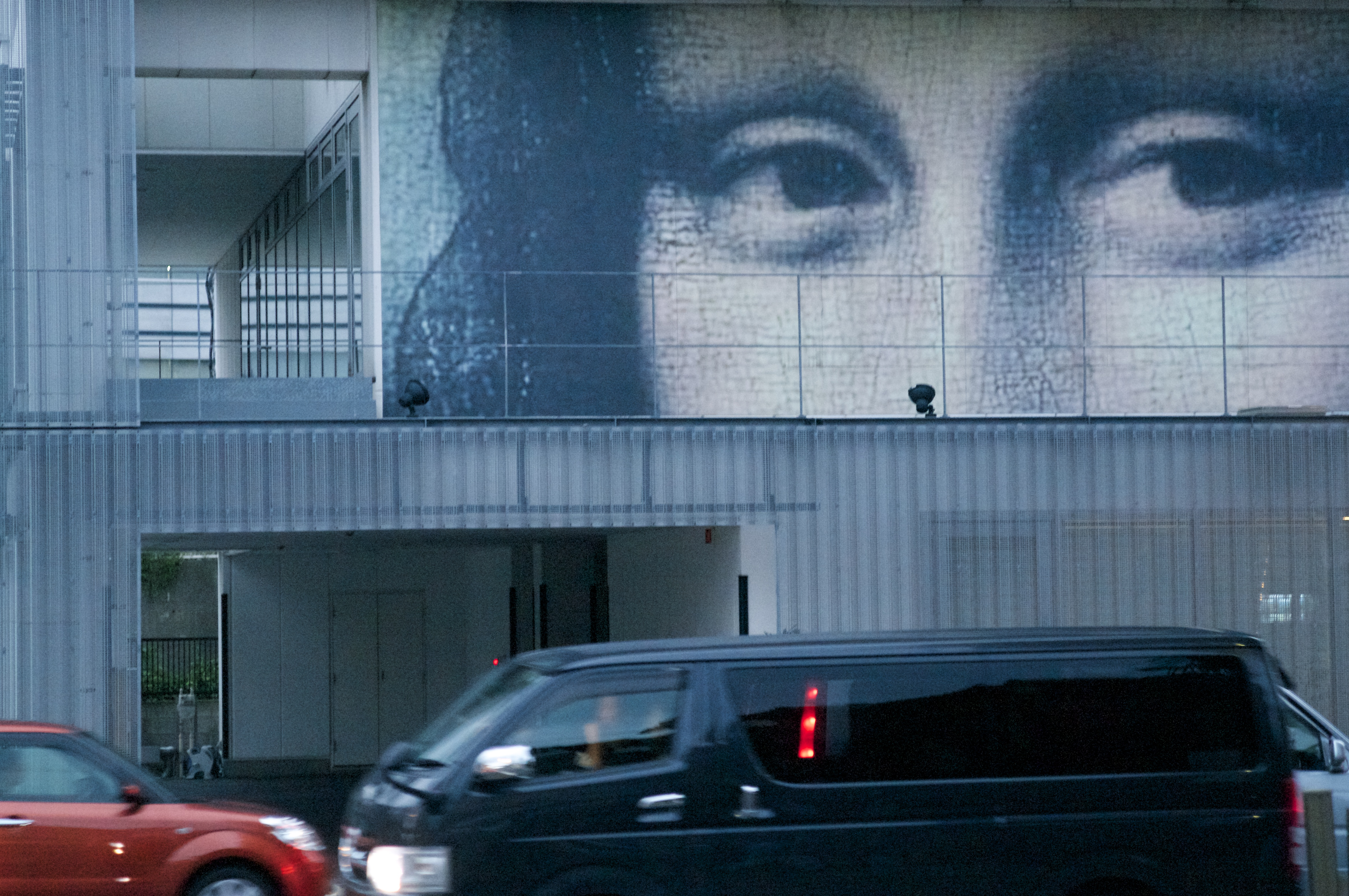
لوحة الموناليزا او (الجوكندا) على شاشة كبيرة في أحد الشوارع .بأوروبا

تعد لوحة الموناليزا لليوناردو دافينشي واحدة من أكثر الأعمال الفنية الأكثر شهرة وانتشارًا في العالم، وإحدى أكثر اللوحات التي نُسخت والتي أُعيد تأويلها. رُسمت النسخ المطابقة من الموناليزا أثناء حياة ليوناردو من قبل طلابه والفنانين المعاصرين. زُعم أن البعض من هذه اللوحات هي من أعمال ليوناردو نفسه، وما يزال هذا أمرًا يتنازع عليه الباحثون. أنتج فنانون بارزون في القرن العشرين مثل مارسيل دوشامب وسلفادور دالي أعمالًا مشتقة من الموناليزا، تلاعبوا فيها بصورتها لتتناسب مع قيمهم الجمالية الخاصة. تواصل نسخ القطع الغنية من عصر النهضة، وأصبح هذا وسيلة للفنانين الطموحين لتحسين تقنيات الرسم وإثبات مهاراتهم.
رُسمت النسخ المعاصرة والمطابقة للموناليزا بالتزامن مع الفعاليات أو المعارض المتعلقة بليوناردو دا فينشي، من أجل الدعاية. استُخدمت صورة الموناليزا في المجال العام ودون مراعاة لحقوق الطبع والنشر، للإدلاء بالبيانات السياسية. يمكن بمجرد استخدام اسم الموناليزا – الذي خلد في كلمات الأغنية الحائزة على جائزة الأوسكار والتي غناها نات كينغ كول (أفضل أغنية أصلية، 1950)-، المعروف حتى بين الناس الذين ليس لديهم خلفية فنية، إثارة الاهتمام العام والمكائد. بصرف النظر عن نسخ عدد لا يحصى من لوحة ليوناردو الأصلية، الموناليزا، على الباقات البريدية وأكواب القهوة والقمصان، أُعيد تخيل شبهها باستخدام القهوة والخبز والأعشاب البحرية ومكعبات روبيك ورقائق الكومبيوتر على سبيل المثال لا الحصر. اليوم، بعد مضي أكثر من500 سنة على رسمها، يتعزز استمرار تأثير الموناليزا مع كل نسخة يعاد تأويلها.

## خلفية
في بداية القرن السادس عشر، كلف فرانشيسكو ديل جوكوندو وهو رجل نبيل من فلورنسا، ليوناردو دا فنشي، برسم صورة لزوجته ليزا. يُعتقد أن اللوحة رُسمت بين عامي 1503 و1506. عُرض بورتريه ليوناردو للموناليزا («مونا» هي تكريم إيطالي «للسيدة»)، كجزء من المجموعة الدائمة في متحف اللوفر في باريس منذ عام 1797. تُعرف أيضًا باسم الجوكندا باللغة الفرنسية واللغة الإيطالية، إضافة إلى عدة أسماء أخرى في الماضي. هناك دراسة جديدة تحدد أن بداية الموناليزا يعود لتاريخ يسبق ما كان يعتقد سابقًا، قبل عام 1478 وهو ما يخالف رواية فاساري. يعود تاريخ النسخ المطابقة للموناليزا إلى القرن السادس عشر، بما فيها المنحوتات والنقوش المستوحاة من اللوحة. ولكن حتى أوائل القرن العشرين، ذكر المؤرخ دونالد ساسون أن الموناليزا كانت ما تزال «مجرد لوحة تحظى بالاحترام رسمها ماستر قديم مشهور ومعلقة في أحد المتاحف الكبرى في العالم». لم تكن حينها اللوحة قد اكتسبت مكانة رمزية، ويضيف ساسون أنها «لم تكن حتى اللوحة الأكثر قيمة في متحف اللوفر». كانت سرقة اللوحة في 11 أغسطس من عام 1900، والهيجان الإعلامي اللاحق الذي أحاط بالتحقيق واستعادتها، عوامل ساهمت في إثارة الاهتمام العام وأدى إلى اكتساب الموناليزا مكانتها الحالية.
يشرح كون الموناليزا ملكية عامة ومجانية للاستفادة العامة، استنساخها على كل شيء بدءًا من البطاقات البريدية إلى أكواب القهوة، دون أي تداعيات قانونية. تعتبر النسخ الفنية المطابقة وتلك التي يُعاد تأويلها ككل – مما يدل يحتوي على تعديلات كافية- أعمالًا تمتلك حقوق تأليف ونشر. من الأمثلة الرائعة على ذلك، الفنان مارسيل دوشامب من خلال عمله الفني إل. آش. أو. أو. كو، من عام 1919 نمق فيه دوشامب النسخ المطبوعة من لوحة ليوناردو، الموناليزا بإضافته عثنونًا لها. في الوقت الذي لا تحمي فيه القوانين الخاصة بحقوق الطباعة والنشر لوحة الموناليزا لليوناردو دافنشي، تندرج لوحة دوشامب، إل. آش. أو. أو. كو، ضمن معايير قانون حقوق التأليف والنشر التي تخض الأعمال الجديدة.